# 滾石雜誌五百大專輯
滚石杂志五百大专辑或史上最伟大的500张专辑（英語：The 500 Greatest Albums of All Time）是美国《滚石》杂志的一期特刊，发行于2003年11月，相关书籍发行于2005年。该榜单由273位摇滚音乐人、乐评人和业内人士投票评选，每人提交一份加权的50张专辑列表。《滚石》还在一年后评选了类似榜单“史上最伟大的500首歌曲”。2012年，该榜单得以更新，加入了2000年代发行的专辑，收录了38张此前未入选的专辑。

## 统计
- 披头士的专辑《Sgt. Pepper's Lonely Hearts Club Band》被选为第一位，该专辑发行于1967年。
- 拥有最多入榜专辑的艺人为鲍勃·迪伦（11张，2张进入前十位），紧随其后的为披头士（10张，4张进入前十位，不包括解散后成员的个人专辑），滾石合唱團（10张，1张进入前十位），布魯斯·斯普林斯汀（8张），艾瑞克·克萊普頓（8张，包括2张个人专辑，3张奶油乐队专辑，1张德瑞克與骨牌合唱團（英语：Derek and the Dominoes）专辑，1张雏鸟乐队专辑），尼尔·杨（7张，包括5张个人专辑，1张水牛春田合唱团专辑和1张克罗斯比、史提尔斯、纳许与尼尔·杨专辑），誰人樂團（7张），卢·里德（6张，包括2张个人专辑，4张地下丝绒专辑），大衛·鮑伊（5张），艾爾頓·约翰（5张），保羅·西蒙（5张，包括2张个人专辑，3张賽門與葛芬柯专辑），U2樂團（5张），鲍勃·馬利與哭泣者乐队（5张），齊柏林飛艇乐队（5张），電台司令（5张）[3]。